# 赫·哈桑·阿罗波斯曼机场
赫·哈桑·阿罗波斯曼机场（印尼语：Bandar Udara H. Hasan Aroeboesman）也叫英德机场或伊希机场（Isi），是印度尼西亚东努沙登加拉省弗洛勒斯岛英德的一座机场。

## 设施
英德机场有一条1,650米长30米宽的跑道，可供ATR-72、新舟60等飞机起降。新的航站楼面积800平方米，被替代的老航站楼仅有370平方米。新航站楼拥有6个值机柜台，候机厅原先可容纳40到50名旅客，现在可供180至200名旅客候机。
虽然机场周围有秀丽的风景，但是英德机场也许是印度尼西亚飞行条件最极端的机场之一。在起飞或降落前，因为一座山峰就在跑道尽头的不远处，飞机需要旋转90度。因此，只有最有经验的飞行员才能驾驶飞机往返英德机场。
2014年，停机坪被向东扩建到可以停放5架飞机的规模。

## 航空公司和目的地
| 航空公司       | 目的地                             |
| -------------- | ---------------------------------- |
| 加鲁达印尼航空 | 登巴萨、古邦、拉布汉巴焦           |
| KAL星空航空    | 登巴萨、泗水                       |
| 风翼航空       | 登巴萨、古邦、拉布汉巴焦           |
| 苏西航空       | 萨武                               |
| 翎亞航空       | 登巴萨、古邦、拉布汉巴焦、坦波拉卡 |

## 资料来源
1. ↑  世界航空数据库中的WATE机场数据，数据截止日期：2006年10月。
2. ↑  .   [2017-11-03]. （原始内容存档于2017-09-05）.
3. ↑  .   [2017-11-03]. （原始内容存档于2016-10-25）.
4. ↑  . February 26, 2014  [2017-11-03]. （原始内容存档于2019-12-14）.